# Parco nazionale delle Isole Atlantiche della Galizia
Il parco nazionale delle Isole Atlantiche della Galizia è un'area naturale protetta spagnolo che comprende gli arcipelaghi galiziani di Ons, Cíes e le isole di Sálvora e Cortegada. Ha un'estensione totale di 8.400 ettari, di cui 1.200 di superficie terrestre e 7.200 di superficie marina. È l'unico parco nazionale della Galizia ed il tredicesimo, in ordine cronologico, della Spagna.

## Storia
Le vestigia della presenza umana sulle isole risale all'età del ferro. Sono state inoltre ritrovate ceramiche risalenti all'epoca dell'Impero romano. Nel medioevo furono occupate da diversi ordini monastici, passarono alla proprietà della chiesa ed, in seguito, ad alcuni nobili, oltre che essere usate come base dai vari invasori per le incursioni lungo le coste vicine. Le isole furono abitate fino al XVIII secolo però, per via dei continui attacchi da parte dei pirati, la popolazione le abbandonò. Nel 1980 le isole di Cíes furono dichiarate "parco naturale". Sono tuttora istituite in "zona di protezione speciale" per gli uccelli. Il 13 giugno del 2002 fu istituito il parco nazionale. Sei mesi dopo l'istituzione la marea nera provocata dal naufragio della petroliera Prestige colpì le coste dell'arcipelago, salvo quelle dell'isola di Cortegada. Le isole Sisargas e le isole Loberiras potranno essere incluse nel perimetro del parco nazionale in un prossimo futuro.

## Flora
Dal punto di vista botanico si sono contate circa 200 tipi di alghe e 400 specie di vegetali terrestri. Sull'isola di Cortegada si trova la più vasta formazione vegetale di alloro (Laurus nobilis) d'Europa.

## Fauna
In questo ecosistema geomarino vivono le più grandi popolazioni spagnole di gabbiano reale (Larus michahellis) e di marangone dal ciuffo (Phalacrocorax aristotelis). I fondali marini compresi entro i confini dell'area protetta sono caratterizzati da una grande biodiversità. Alla grande varietà di pesci, molluschi e crostacei che vivono nelle praterie di alghe, si aggiungono varie specie di delfini.

## Arcipelaghi ed isole integranti

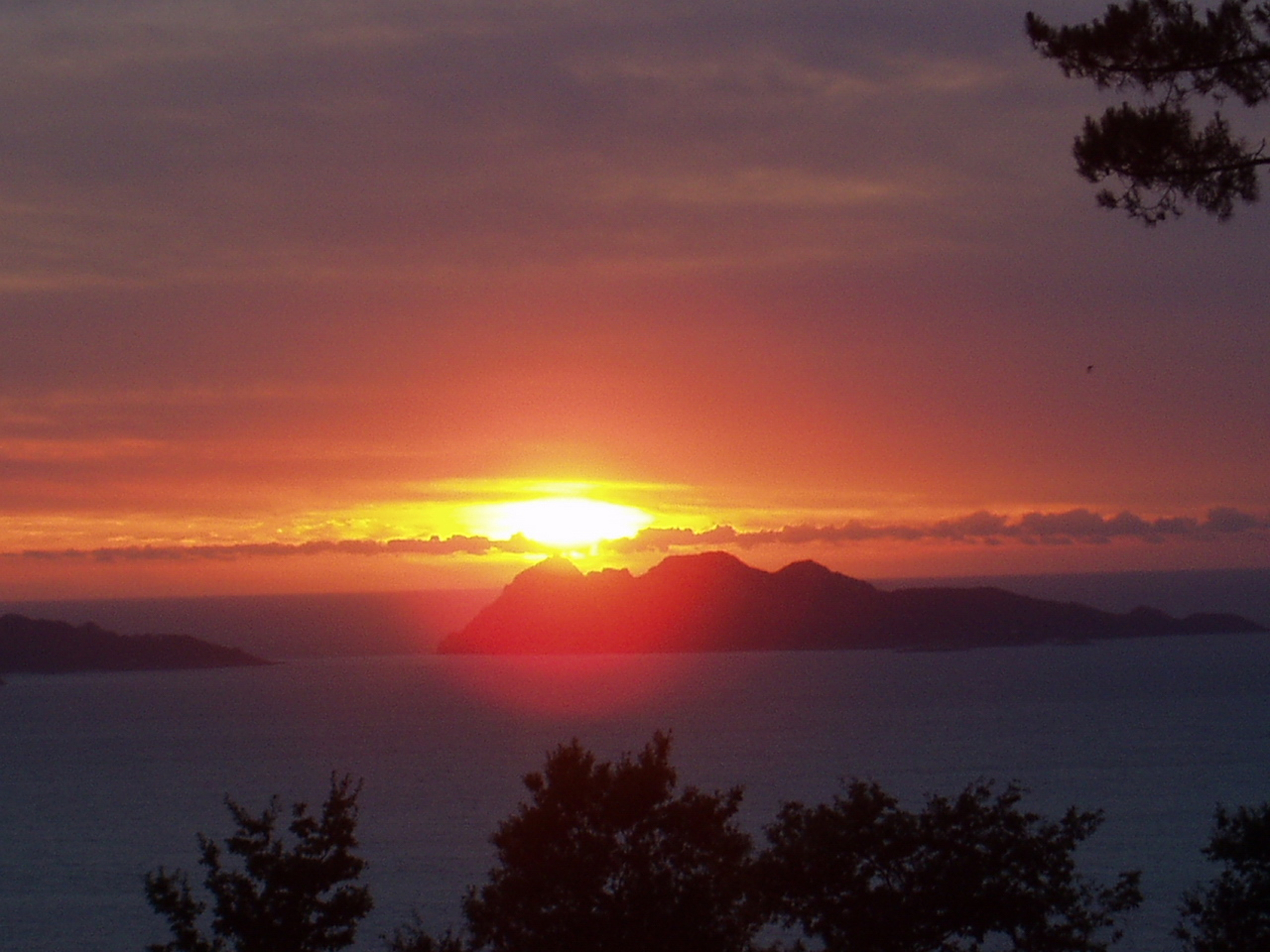
Tramonto sull'arcipelago di Cíes.

- Arcipelago di Ons: le isole Ons formano un arcipelago situato all'imboccatura della Ria de Pontevedra. L'arcipelago è composto dell'isola di Ons, l'Isola di Onza o Onzeta, ed altri piccoli scogli tra i quali si nota El Corveiro. Nella stagione estiva si compiono viaggi marittimi giornalieri dai porti di Marín, Cangas, Bueu, Sanxenxo e Portonovo.
- Arcipelago di Cíes: le isole Cíes formano un arcipelago situato all'imboccatura della Ría di Vigo, nella Provincia di Pontevedra (Galizia, Spagna). Amministrativamente fanno parte del municipio di Vigo. Furono dichiarate parco naturale nel 1980 e sono state incluse nel Parco Nazionale Geomarino delle Isole Atlantiche della Galizia, creato nel 2002. Nel febbraio del 2007 il periodico britannico[3] The Guardian elogiò la spiaggia di Rodas, sull'isola di Monteagudo, come "la spiaggia più bella del mondo".
- Isola di Cortegada: l'isola di Cortegada è un'isola situata nella provincia di Pontevedra. È la più grande dell'arcipelago che, a parte Cortegada, comprende anche le Isole Malveiras e le Isole Briñas.
- Isola di Sálvora: l'isola di Sálvora si trova alla foce della Ría de Arosa, separata dalla terraferma da una distanza di 3 km a nord. Occupa una superficie di circa 190 ettari ed ha un'altitudine massima di 71 metri. Quasi tutta l'isola ha coste rocciose, ad eccezione di tre piccole spiagge formate da sabbia bianca e fine.

## Arcipelaghi ed isole aspiranti
A parte le isole che fanno parte del parco naturale, vi sono altre isole che aspirano a farne parte integrante o che hanno già cominciato il loro processo di integrazione:
- Isola di Tambo: è situata nel mezzo della Ria de Pontevedra, di fronte alla città di Marín. Ha una superficie di 28 ettari ed un'altezza massima di 80 metri. Ha un perimetro più o meno ovale, con una tipica forma a piramide totalmente coperta dalla vegetazione, specialmente eucalipto. A sud si sviluppa una piccola penisola che, vista da terra, pare quasi una piccola isoletta sulla quale si trova un vecchio faro. Il principale problema per l'inclusione dell'isola nel parco nazionale è l'inquinamento delle acque interne dell'isola dovuto, principalmente, alla fabbrica di cellulosa di Lourizán (Pontevedra). A questo si aggiunge l'occupazione militare che l'isola ha subito per alcuni decenni, fino alla recente dismissione.
- Isole Sisargas: l'adesione di queste isole al parco nazionale dipende principalmente dall'acquisto da parte del Governo o della Giunta della Galizia, per renderle pubbliche. A differenza di tutte le altre isole. L'arcipelago è formato da tre isole, chiamate Sisarga Grande, Malante e Sisarga Chica, e da una serie di isolotti che le circondano. Le isole sono prevalentemente rocciose, soprattutto Sisarga Grande, che ha numerose scogliere. Nonostante ciò sull'isola si trovano un imbarcadero ed una piccola spiaggia.
Il primo faro dell'arcipelago fu costruito nel 1853 e nell'antichità si dice vi fosse una fortificazione religiosa che è stata demolita, dal tempo e dagli attacchi ripetuti dei normanni.
La ricchezza ornitologica delle isole è rappresentata dalle numerose colonie di uccelli endemici di queste zone o in pericolo di estinzione, come lo zafferano o il gabbiano tridattilo.

## Galleria d'immagini

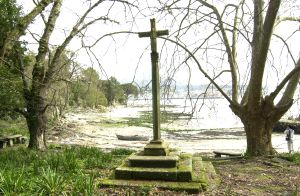
Monastero di Cortegada.
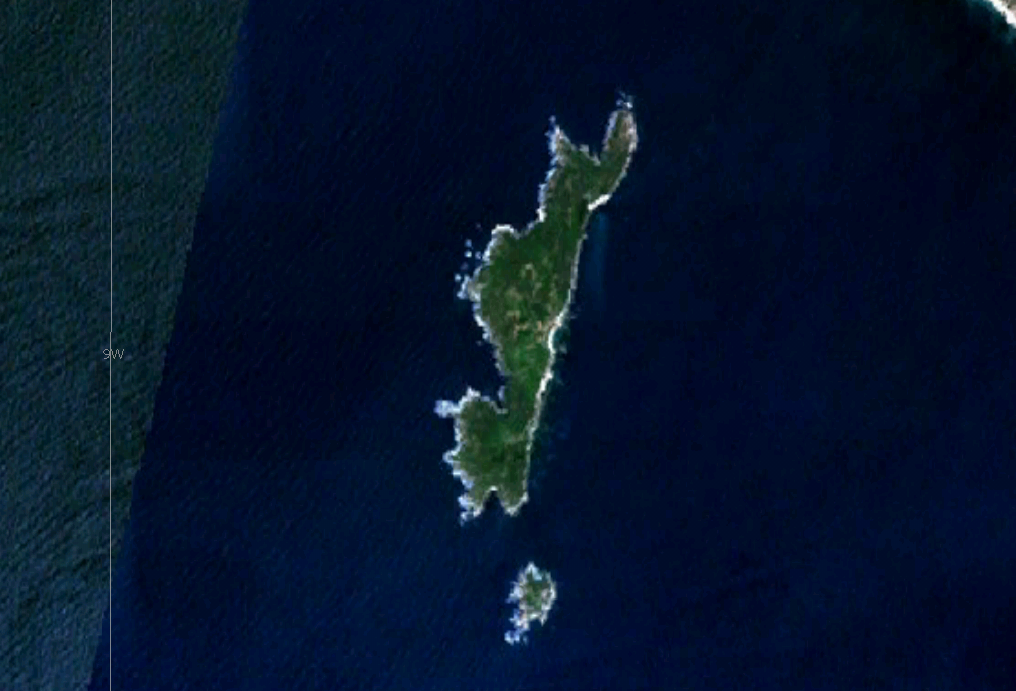
L'isola di Ons vista dal satellite.
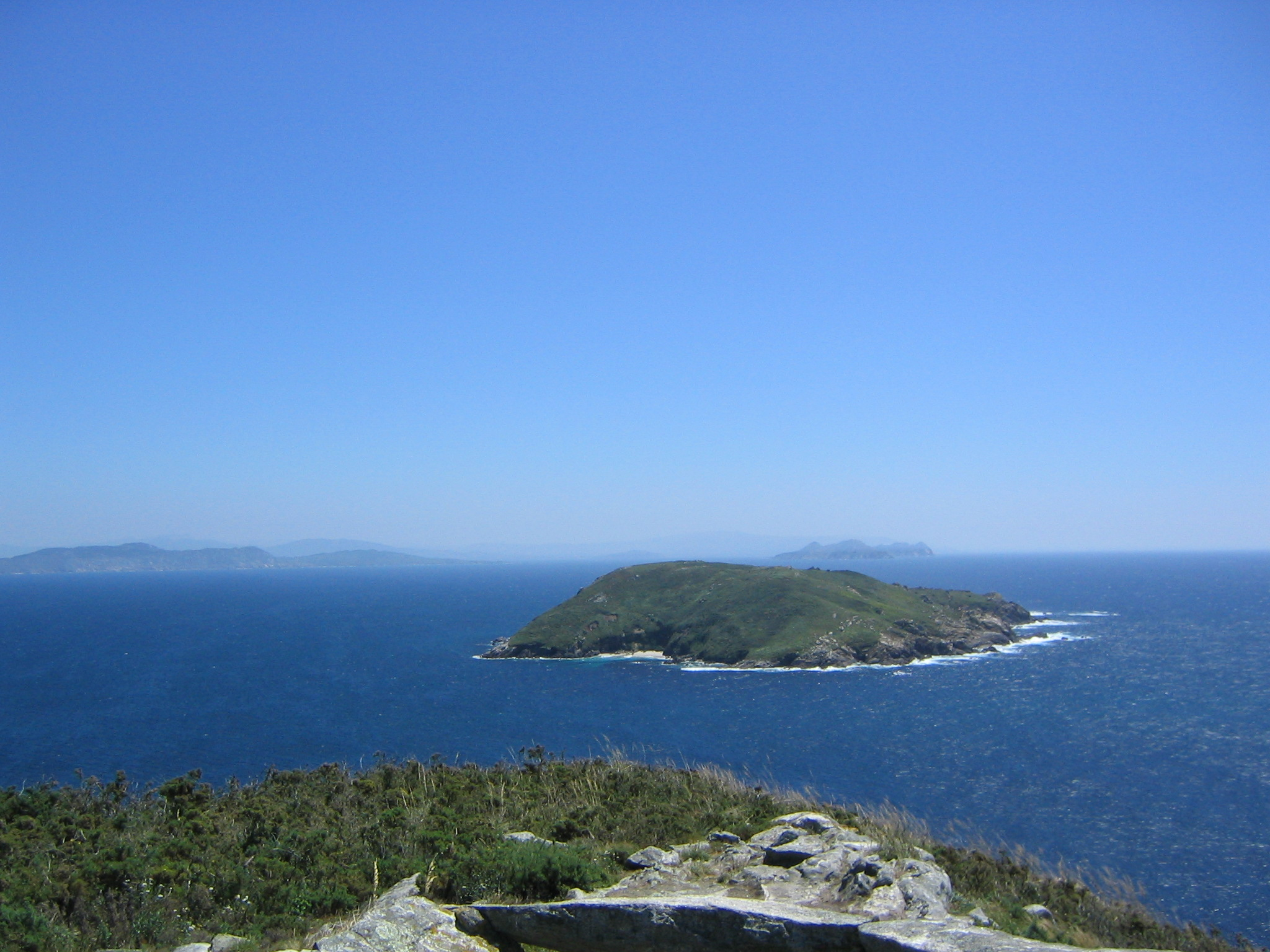
Vista dell'isola di Ons.
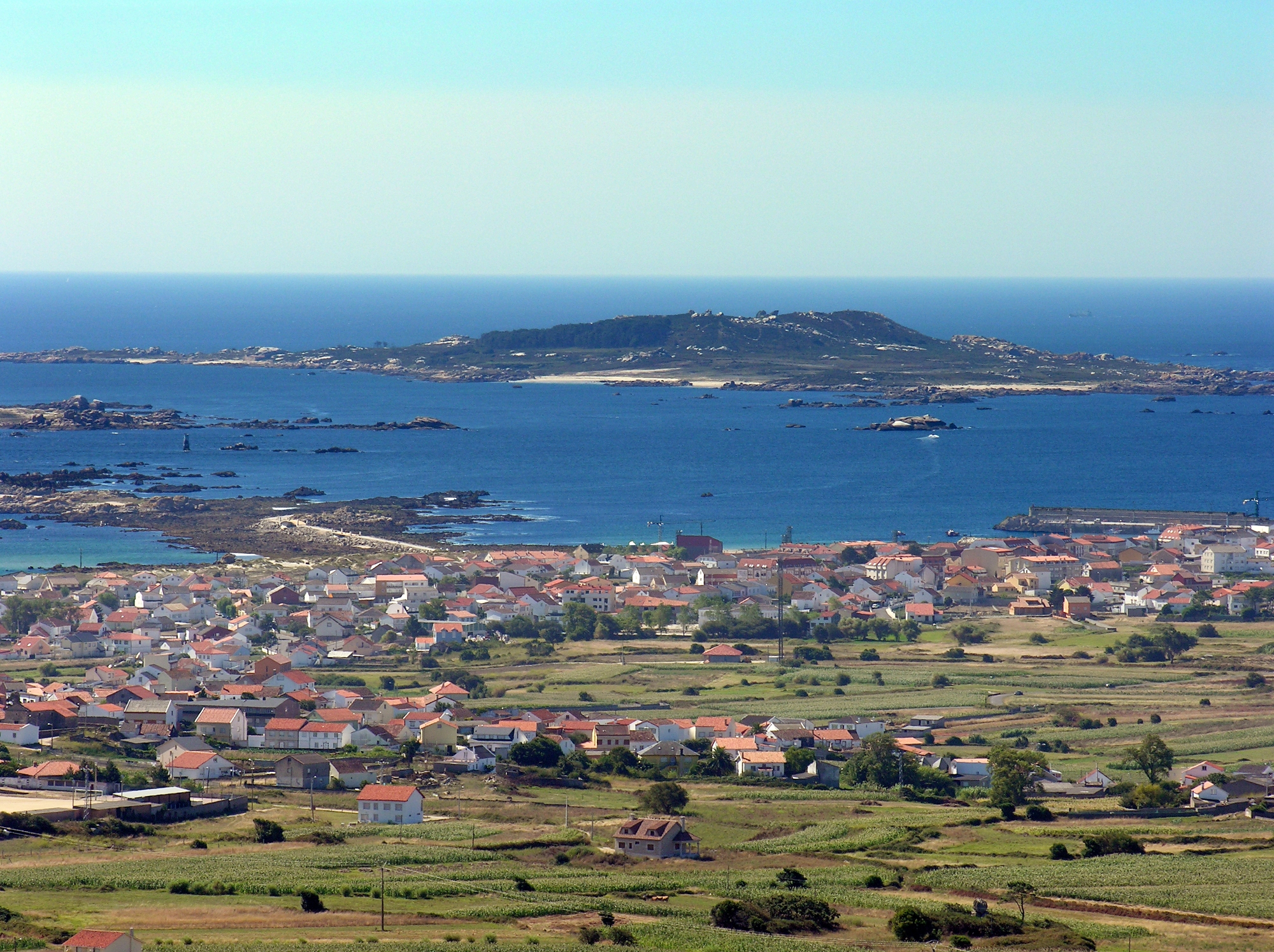
Vista dell'isola di Salvora.
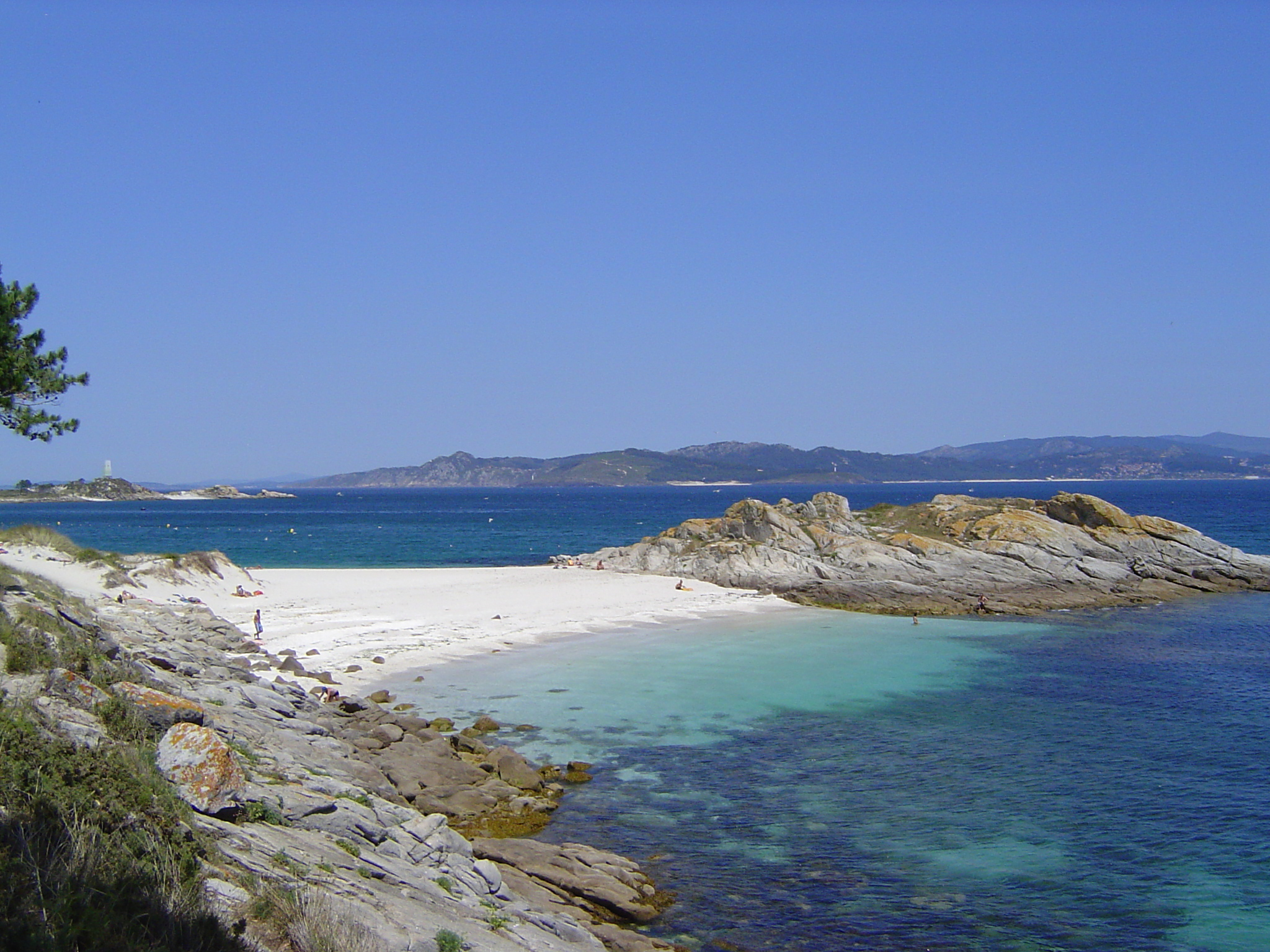
Isola di Praia.
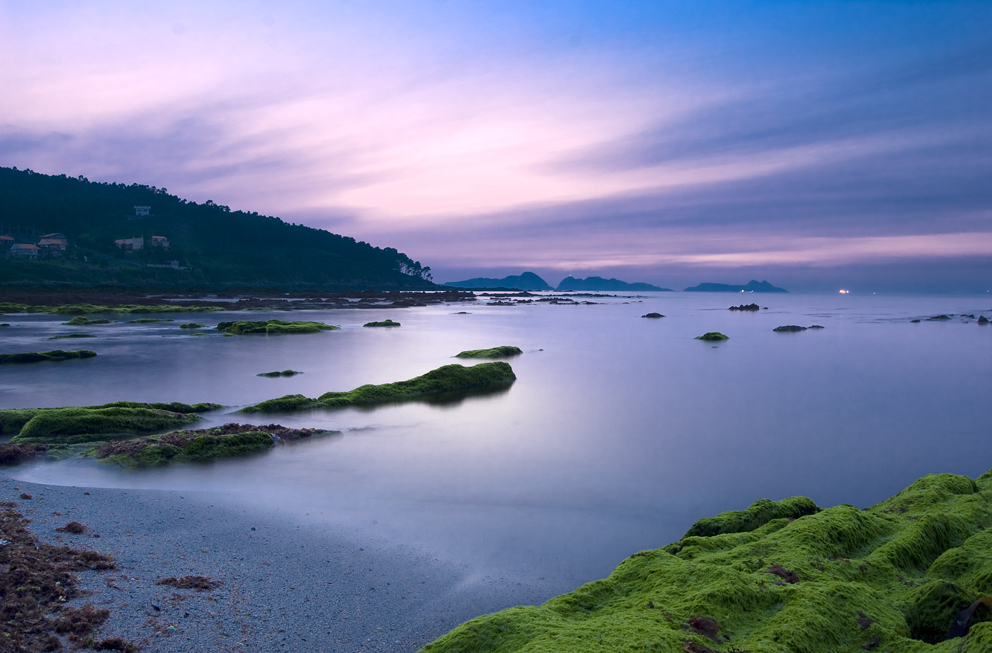
Isola di Vigo.